# Gaucher de Châtillon

Familienwappen des Gaucher de Châtillon

Gaucher de Châtillon, auch Gautier (dt. Walter) genannt (* um 1221; † 6. April 1250 bei Fariskur), war ein Herr von Donzy, Saint-Aignan, Montmirail und Montjay.
Gaucher war der Sohn von Guy IV. de Châtillon und der Agnes de Donzy. Nach dem Tod seiner Mutter 1225 galt er als designierter Erbe seiner Großmutter, Mathilde von Courtenay, auf die Grafschaften Nevers, Auxerre und Tonnerre. Väterlicherseits war Gaucher ein Angehöriger der ruhmreichen Adelsfamilie Châtillon, übernahm aber nach dem Tod des Vaters, 1226, nicht dessen Erbe, die Grafschaft Saint-Pol, welche an den Onkel Hugo I. von Châtillon ging. 1236 verlobte er sich mit der Prinzessin Jeanne de France († Januar 1252), eine Tochter von Philipp Hurepel, die er 1241 auch heiratete.
Im Jahr 1248 nahm Gaucher am sechsten Kreuzzug unter König Ludwig IX. (Saint Louis) von Frankreich nach Ägypten teil. Neben seinem Schwager Archambault IX. von Bourbon, begleitete ihn auch ein entfernter Cousin seiner Familie, Gaucher de Châtillon-Autrèche. Der Sire von Bourbon starb 1249 bei der Überwinterung des Heeres auf Zypern. Die beiden Châtillon-Cousins aber nahmen im Juni 1249 an der Landung des Heeres an der Küste vor Damiette teil, wo es den Kreuzfahrern gelang trotz der Attacken der Sarazenen ein befestigtes Lager zu errichten. Als sich das Heer darin eingerichtet hatte, unternahm Gaucher de Châtillon-Autèche in voller Rüstung einen selbständigen Ausfall aus dem Lager und stürmte mit dem Kampfruf „Châtillon“ auf die Gegner zu. Als er die erreichte, fiel er aber vom Pferd und war am Boden liegend den Speeren und Schwertern der Sarazenen ausgeliefert. Der Connetablé Humbert V. de Beaujeu konnte ihn noch lebend aus dieser Bedrängnis befreien, aber schon am Abend war der Cousin an seinen Verletzungen gestorben. König Ludwig IX. bedauerte danach, dass es zu viele disziplinlose Ritter vom Schlage dieses Châtillon in seinem Heer gebe.
Gaucher nahm darauf am Marsch auf Kairo teil, der aber vor al-Mansura gestoppt wurde. Dort kämpfte er am 11. Februar 1250 neben dem bereits schwer verletzten Templergroßmeister Guillaume de Sonnac, der auch getötet wurde, gegen einen Angriff der Mamelukenkrieger des Sultans von Ägypten.
Auf dem Rückzug des Heeres nach Damiette übernahm Gaucher zusammen mit Geoffroy de Sergines das Kommando über die Nachhut. Dabei wurden sie am 6. April 1250 in der Nähe von Fariskur von einer überlegenen Streitmacht der Mameluken überrascht. Mit seinen ihm unterstehenden Rittern, hielt Gaucher den Feind solange auf, bis Sergines den König in eine nahegelegene Hütte in Sicherheit bringen konnte. Dabei soll er trotz mehrerer Pfeiltreffer erst als letzter von den Mameluken überwältigt worden sein, von denen er dann getötet wurde.
Gaucher hatte aus seiner Ehe keine Kinder, weshalb ihm im Erbe seine Schwester Jolanthe und ihre Kinder nachfolgten.